# Course scratch
Pour les articles homonymes, voir Scratch.

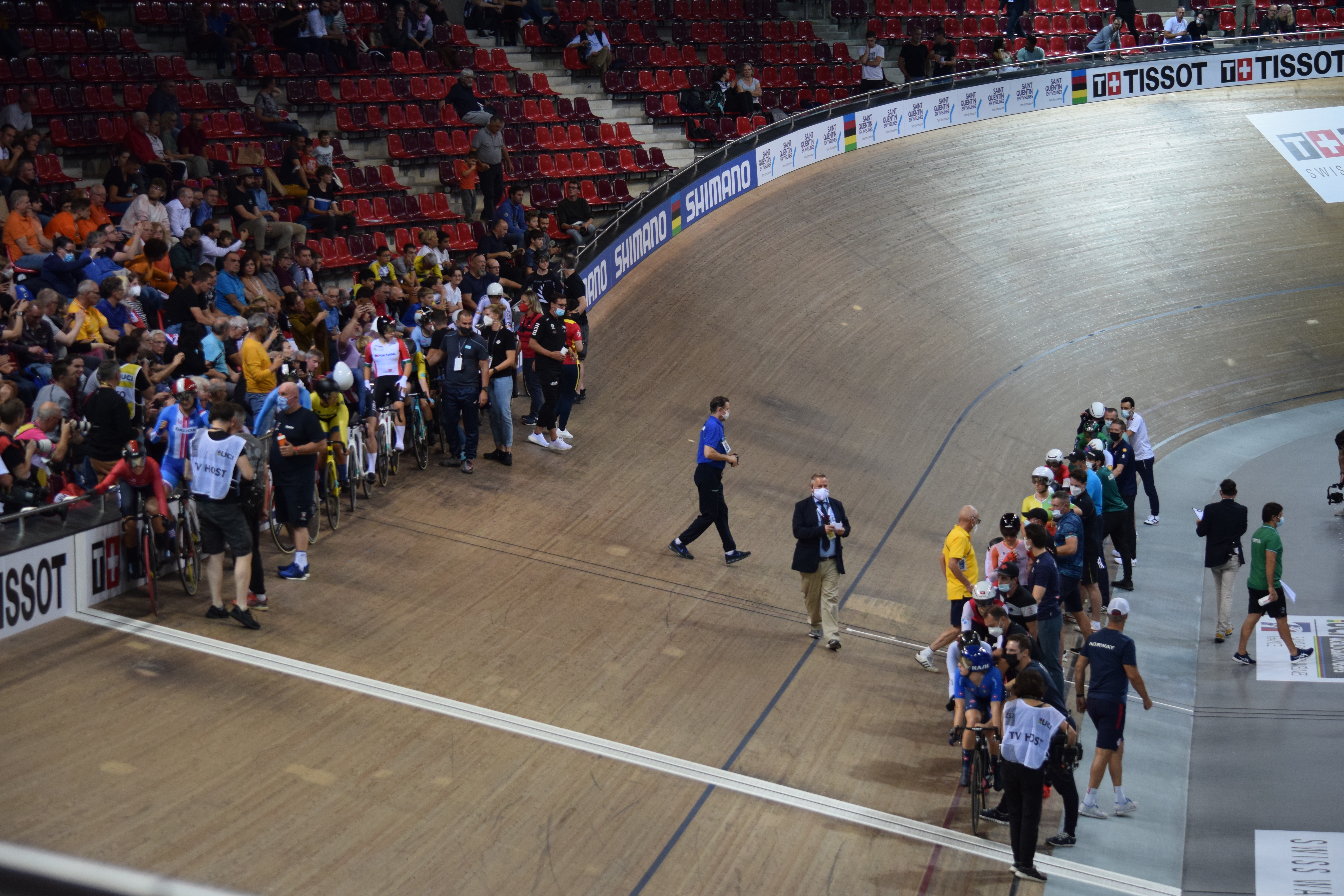
Épreuve de scratch féminin lors des championnats du monde sur piste 2022 à Saint-Quentin-en-Yvelines.

La course scratch est une course de cyclisme sur piste incorporée aux championnats du monde en 2002 pour les hommes et les femmes. Le scratch est une course individuelle sur une distance déterminée où tous les coureurs partent en même temps. Bien que disputée sur un vélodrome, cette course est l'épreuve qui se rapproche le plus des courses en ligne sur route. Il n'est pas rare de voir des routiers participer et même gagner des courses scratch qui nécessitent de l'endurance et une bonne pointe de vitesse.

## Règlement
Les coureurs partent groupés sur une distance maximum de 15 km et le classement est établi à l'issue du sprint à l'arrivée.
Les épreuves se déroulent sur les distances suivantes :
- Hommes : 15 km
- Femmes : 10 km
- Hommes Juniors : 10 km
- Femmes Juniors : 7,5 km

À partir de 2025, les distances sont modifiées :
- Hommes : 10 km
- Femmes : 10 km
- Hommes Juniors : 7,5 km
- Femmes Juniors : 7,5 km

Les coureurs doublés par le peloton principal doivent immédiatement quitter la piste.
En revanche le peloton principal, s'il est rattrapé par des échappés, n'est pas éliminé. Dans ce cas, tous les coureurs finissent lors du même tour ; les coureurs doublés effectueront donc une distance moindre. Le classement final est établi en fonction de la distance parcourue, puis de l'ordre de passage sur la ligne.
La course peut être arrêtée en cas de chute massive. Les commissaires décideront si un nouveau départ sera donné pour la distance complète ou pour le reste de la distance, à partir des positions au moment de la chute.

## Championnats du monde
L'épreuve est apparue aux championnats du monde sur piste en 2002 pour les hommes et les femmes.